# Andrew Hogg
Andrew Hogg (ur. 2 marca 1985 w Kingston upon Thames) – piłkarz maltański grający na pozycji bramkarza. Mierzy 183 cm wzrostu. Od 2013 roku jest zawodnikiem klubu AEL Kallonis. W reprezentacji Malty zadebiutował w 2006 roku.